# 伊達秀和
伊達 秀和（だて ひでかず、1928年 - 2010年3月19日）は、日本の実業家、馬主。ダイワ精機株式会社前代表取締役会長を務めた。

## 経歴・人物

伊達の勝負服

鹿児島県姶良郡出身。1951年、23歳で大阪に淀川精機株式会社を設立。その頃に馬主としてもデビュー。中央競馬での勝負服は紫、赤山形二本輪、袖赤縦縞。
秀和が馬主になった当時、内国産の良血馬は大馬主が独占しており、若き新人馬主には縁遠い存在だった。そこで競馬に精通していた父からのアドバイスもあって独学で血統を学び、「日本では将来、スピード血脈の馬が主流になる」という結論を得た。そこで日本国外から「ソーダストリーム」という牝馬を繁殖用に購入した。この馬がアローエクスプレスの母であり、ファンタストの祖母でもある。また種牡馬のスパニッシュイクスプレス（アローエクスプレスの父）やイエローゴッドの輸入にも大きく関わっている。
毎年多数の競走馬を所有しながら、他の多くの馬主と違い冠名を付けず、一頭一頭の競走馬に様々な国の言葉や地名・人名を用いた個性ある馬名を付け続けた。
1978年に北海道日高町にサンシャイン牧場を設立してからは、オーナーブリーダーとしても活躍した。また競走馬育成施設「ファンタストクラブ」の創設にも関わった。
2010年3月19日に病気のため逝去した。81歳没。秀和の死去の報にアローエクスプレスやファンタストに騎乗した柴田政人調教師は「私の競馬人生で大きな影響を受けた方で、大恩人でした」と哀悼のコメントを寄せている。

## 主な所有馬

### 八大競走・GI級競走優勝馬
- アローエクスプレス（1969年朝日杯3歳ステークス）
- ファンタスト（1978年皐月賞）
- ブロケード（1981年桜花賞）
- パーシャンボーイ（1986年宝塚記念）
- プリモディーネ（1999年桜花賞）

### 重賞競走優勝馬
- ミオソチス（オールカマー）
- ランスロット（ステイヤーズステークス、札幌記念）
- アローバンガード（カブトヤマ記念）
- アローボヘミアン（中京記念、愛知杯）
- ザカリヤ（ニュージーランドトロフィー4歳ステークス）
- アンパサンド（東京ダービー）

### その他の所有馬
- フィガロ